# André Maschinot
André Maschinot, född den 28 juni 1903 och död den 10 mars 1963, var en fransk fotbollsspelare.
Maschinot spelade för FC Sochaux-Montbéliard och för det franska landslaget på 1930-talet. Han deltog bland annat i det allra första världsmästerskapet i fotboll 1930 som hölls i Uruguay. Där spelade han i de två första matcherna och han gjorde två mål i den första matchen mot Mexiko och blev därmed Frankrikes bäste målskytt i den VM-turneringen.